# Raymond Touroul
Raymond Touroul, né le 1er janvier 1939 au Mesnil-Bœufs (Manche) et mort le 11 mars 2006 à Créteil, est un pilote automobile français de rallye et d'endurance.

## Biographie
Il a participé à 16 éditions des 24 Heures du Mans, entre 1970 et 1992.
Il était un porschiste reconnu, qui prit le départ de nombreux rallyes et courses de côte, et qui a aussi piloté une Peugeot 504 Dangel au Paris Dakar.
Après sa carrière sportive, il intègre une équipe de cascadeurs, et participe au tournage de films tels que La Mémoire dans la peau, Taxi, Sueurs…

## Palmarès
- 24 Heures du Mans :
  - 6e et vainqueur du classement GT en 1971 avec André Anselme sur Porsche 911S
  - Vainqueur du classement GTO en 1984 avec Valentin Bertapelle et Thierry Perrier sur Porsche 911SC;
- Tour de France automobile :
  - 6e et vainqueur du groupe 3 (GT) en 1972 sur Porsche 911S;
- Rallycross :
  - Champion de France en 1981 sur Porsche 911[5];
- Paris Dakar :
  - Vainqueur du prologue à Olivet en 1982[6],[7];
- Rallye Jeanne d'Arc :
  - Vainqueur en 1972, 1974 et 1975 (en National), sur Porsche(s) (904, 931 (924 Turbo), et 911);
- Critérium de Touraine :
  - Vainqueur en 1983 (hors championnat de France), sur Porsche.